# タマラック (フロリダ州)
タマラック（Tamarac）は、アメリカ合衆国フロリダ州のブロワード郡にある都市。人口は7万1897人（2020年）。フォートローダーデールの北西に位置している。

## 概要
郊外都市であり、市域の大部分は住宅地である。ダウンタウンは存在しない。市域の西は湿地エバーグレーズであり、開発は制限されている。住民の多くはフォートローダーデールに車で通勤している。2020年アメリカ合衆国国勢調査によれば、市の人口の約34パーセントはアフリカ系アメリカ人、約32パーセントはヒスパニックだった。

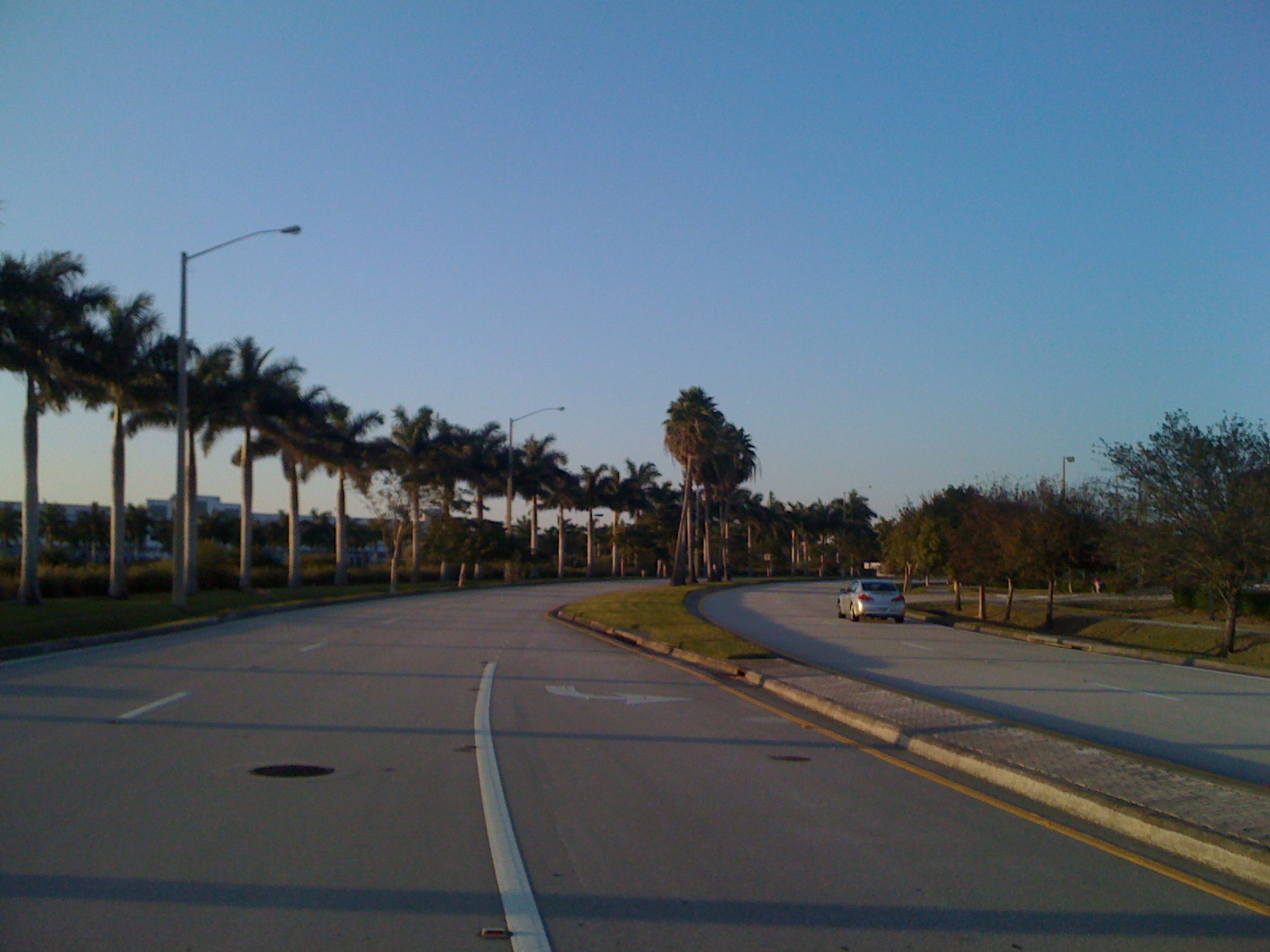
ハイエイタス・ロード